# Phare de Cap Bengut
Le phare de Cap Bengut est un phare d'atterrissage qui signale aux marins l'entrée ouest du golfe de Dellys et la proximité de son port.

## Historique

### Considérations générales
Il semble qu'avant la colonisation, seuls quelques rares fanaux rudimentaires étaient placés aux abords des abris qui servaient de refuge aux vaisseaux barbaresques, tel le fanal ordinaire situé sur la haute tour du Penon d'Alger. Dès les premières années de la conquête, des feux plus efficaces furent installés aux points les plus caractéristiques. C'est ainsi qu'en  1834, les Français installent à la place du fanal d'Alger un appareil consistant en un feu fixe surmonté d'une couronne tournante portant 8 lampes avec réflecteurs disposées de manière à réaliser un feu à éclipses de 30 secondes en 30 secondes.
Le premier rapport officiel traitant de l'éclairage des côtes algériennes est un rapport de la Commission Nautique de l'Algérie de 1843 qui établit un rapport complet "des améliorations à apporter aux feux existants (neuf à l'époque), des feux à établir immédiatement, des feux à établir par la suite".
Son exécution s'échelonna sur plusieurs années, avec les modifications imposées par les progrès de la technique et le développement de la navigation et dont les principales furent décidées par la Commission des Phares de 1861.
Les appareils ont été modifiés périodiquement entre 1860 et 1900. Les plus notables de ces améliorations consistèrent en la substitution de l'huile minérale par l'huile végétale en 1881, puis, par l'adoption de certains feux de lampe à niveau constant.
En 1902, nouveau programme d'amélioration de l'éclairage côtier par la mise en place d'une Commission Nautique Spéciale qui adopte un programme de réalisations prévoyant entre autres la substitution aux feux fixes existants de feux à éclats ou à occultations avec ou sans secteurs colorés.  Programme qui fut entièrement réalisé de 1904 à 1908 à l'exception de  la jetée nord du port d'Alger.
L'électrification des feux principaux et des feux de ports fut poursuivie activement depuis la mission scientifique en Algérie, en 1924, de l'Ingénieur en chef du Service Central des Phares.
En outre, quatre radiophares ont été mis en service, au phare de l'Amirauté à Alger (1931), au Cap de l'Aiguille (1938), au Cap Caxine (1938) et au Cap Matifou (1942). Les services techniques ont également prévu l'établissement dans des délais rapprochés de quatre ouvrages supplémentaires au Cap Ténès, au Cap Bengut, au cap Bougarouni et au Cap de Garde.

### Considérations spécifiques

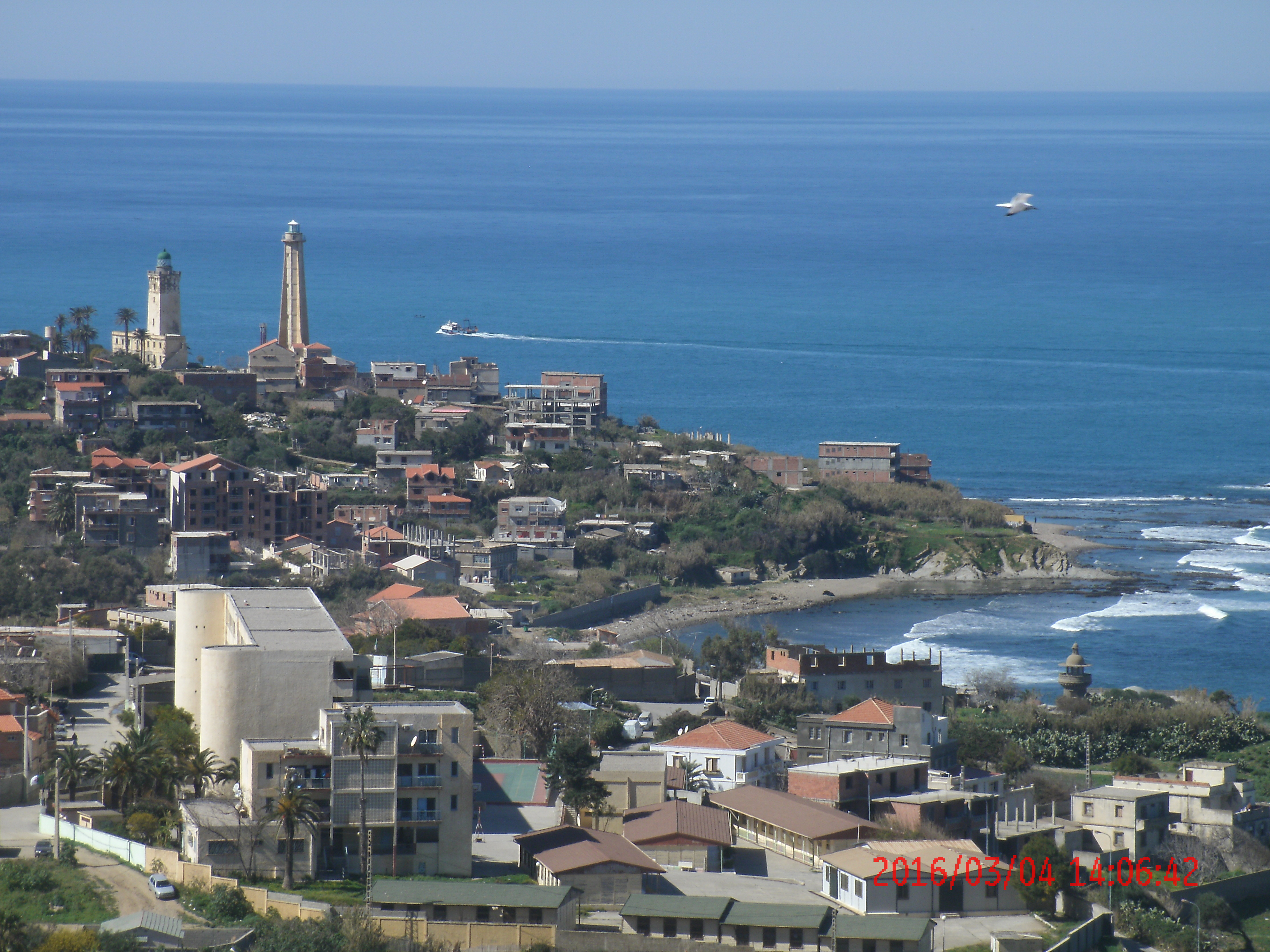
Les deux phares de Dellys. Situation.

Le rapport de la Commission Nautique de 1843 qui comportait la création d'installations se concrétisa par l'installation à Dellys d'un feu fixe de premier ordre de  25milles de portée en 1868.
Le phare de Cap Bengut,  baptisé du nom de son constructeur, l'ingénieur Bengut, fut construit en 1881. Endommagé par un attentat à la bombe en 1994 et par le violent séisme qui a ébranlé Boumerdès en 2003, il a cessé toute activité et attend sa réhabilitation pour en faire un musée.
Un nouveau phare, de sept mètres plus élevé, a été construit à proximité et mis en service en septembre 2010 c'est le seul phare construit après l'indépendance du pays en 1962.

## Caractéristiques
Le phare a été construit dans la zone des "jardins enchanteurs", le point culminant de la région par rapport au niveau de la mer. Appelé également Bordj Fnar par les autochtones, il est considéré comme l'un des plus beaux que compte le pays. Son architecture est inspirée des minarets de mosquées.  Il est limité à l'est par le port et le secteur protégé de l'antique Casbah de Dellys et à l'ouest par une vieille citadelle.
Il a été remplacé par une structure sans grande prétention architecturale qui se présente comme une tour cylindrique en béton coiffée par une lanterne à entretien intérieur.
L'éclairage est assuré par un feu blanc à 6 éclats par 20 secondes de 29 milles, soit 54 km, de portée.
La lampe a une puissance de 1 000 W pour 220 V.